# Gorenje Mraševo
Gorenje Mraševo je naselje v Občini Novo mesto.